# Гиперицин
Гиперици́н (лат. hypericin, от Hypericum, зверобой) — пигмент красного цвета, производное антрахинона, который вместе с гиперфорином содержится в зверобое. Это соединение используется при терапии депрессии.

## Показания
Психовегетативные нарушения, депрессивные состояния, состояния страха и/или тревоги.
При лёгких и умеренных депрессиях эффективность препаратов зверобоя сопоставима с эффективностью традиционных антидепрессантов, лишь при тяжёлых депрессиях зверобой, по-видимому, уступает стандартным антидепрессантам — а возможно, даже не превосходит плацебо.
В Великобритании в 23 рандомизированных двойных слепых исследованиях экстракт гиперицина сравнивался с плацебо и стандартными антидепрессантами в лечении лёгких и умеренных депрессивных расстройств у 1757 амбулаторных пациентов. Результаты исследования показали, что экстракт зверобоя при слабо или умеренно выраженной депрессии более эффективен, чем плацебо, и столь же эффективен, как обычные антидепрессанты, а побочные действия встречались почти в 3 раза реже.
В рандомизированном двойном слепом плацебо-контролируемом мультицентровом исследовании (Kasper S. с соавторами) участвовали 332 пациента во время большого депрессивного эпизода умеренной степени тяжести. Пациенты в течение 6 недель принимали экстракт зверобоя, содержащий гиперицин, в дозах 600 мг/сут (1 группа) и 1200 мг/сут (2 группа) или плацебо (3 группа). В группах, получавших препараты с гиперицином, процент пациентов, состояние которых улучшилось по шкале Гамильтона более чем наполовину, был достоверно большим по сравнению с плацебо (69,8% в группе пациентов, получавших препарат в дозе 600 мг/сут, 61,3% — в группе пациентов, получавших в дозе 1200 мг/сут, и 31,1% — в группе плацебо). Процент ремиссий составил соответственно 32,8%, 40,3% и 14,8%. Большинство пациентов, принимавших препарат зверобоя, оценивали результаты лечения как хорошие и очень хорошие.
Очень существенным преимуществом препаратов Hypericum perforatum является сочетание эффективности и высокой безопасности. Таким образом, данные препараты могут использоваться врачами общей практики при субсиндромальных депрессивных расстройствах, у пожилых пациентов с сопутствующими соматическими (например, ишемическая болезнь сердца, хроническая ишемия мозга) и неврологическими заболеваниями и принимающих по этому поводу различные медикаментозные средства. Назначение растительных препаратов позволяет при этом не только уменьшить симптомы депрессии, но и избежать лекарственных взаимодействий и ухудшения течения основного заболевания.

## История применения
Препараты зверобоя со времён античности применялись при лечении депрессий, бессонницы и тревожности: экстракты, настойки, отвары и т. п. Лечебные свойства этих препаратов были известны Гиппократу, Авиценне, Парацельсу, упоминались в египетских папирусах. Зверобой на протяжении многих сотен лет широко использовался в народной медицине.
Впервые препараты зверобоя были лицензированы по показаниям депрессии, бессонницы и тревожности в 1998 году в Германии и Австрии и сразу же завоевали популярность, в 1999 году получив лидерство по объёму лекарственных продаж.

## Механизм действия
Улучшает функциональное состояние центральной и вегетативной нервной системы. Раньше предполагалось, что антидепрессивное действие гиперицина связано с угнетением активности МАО (в основном МАО типа А); также, возможно, имеется сродство к серотониновым, ГАМК и бензодиазепиновым рецепторам. Обладает умеренно выраженным седативным эффектом.
Последние данные показывают, что гиперицин не проявляет никакой значимой активности по ингибированию МАО. И хотя другие активные вещества, содержащиеся в зверобое, действительно проявляют некоторую активность в отношении МАО, однако для такого эффекта необходимо существенно превышать терапевтические дозы.
На данный момент рассматривается гипотеза, согласно которой основной антидепрессивный эффект гиперицина может достигаться за счет того, что он влияет на дофаминергические структуры, ингибируя дофамин-бета-гидроксилазу (DBH). Этот фермент занимается превращением дофамина в норадреналин. Таким образом, при его ингибировании происходит двойное действие на дофаминергическую систему:
- Норадреналин не даёт организму сигнала о снижении выработки дофамина (количество норадреналина, очевидно, снижено, так как ингибирован единственный путь его синтеза в организме).
- Ингибируется один из путей катаболизма дофамина (однако всё же остается главный путь — через МАО-Б и Катехол-О-метилтрансферазу).

В проводившихся недавно исследованиях показано, что гиперицин и его производное псевдогиперицин являются сильными ингибиторами дофамин-бета-гидроксилазы. Для достижения существенного влияния на объём этого фермента в организме достаточно терапевтических доз гиперицина. При этом концентрация гиперицина в крови, необходимая для терапевтического эффекта, примерно в 106 (миллион) раз меньше, чем та, которая необходима для эффективного ингибирования МАО другими фракциями зверобоя.
Также снижением уровня норадреналина и активностью гиперицина к NMDA-рецепторам можно объяснить его некоторую противотревожную активность.
Гиперицин является одним из наиболее селективных и легко переносимых ингибиторов фермента DBH среди таких препаратов, как дисульфирам, непикастат, этамикастат (etamicastat), трополон (tropolone), бензил (дибензоил), фузариевая кислота (fusaric acid) и др.

## Противопоказания
Фотосенсибилизация в анамнезе, повышенная чувствительность к гиперицину.

## Побочные эффекты
Усталость, беспокойство, спутанность сознания, желудочно-кишечные расстройства, сухость во рту, покраснение кожи, зуд. Как и при применении других антидепрессантов, возможно развитие маниакальных состояний у пациентов, страдающих биполярной депрессией.
Фотосенсибилизация является одним из наиболее частых побочных эффектов зверобоя; она была отмечена исследователями ещё в начале XX века у животных, поедающих это растение. Данные о фотосенсибилизации вследствие приёма препаратов экстракта зверобоя противоречивы, но тем не менее пациентам, их принимающим, не рекомендуется находиться на открытом солнце или посещать солярий. Одним из неврологических побочных действий является головная боль, которая при использовании данных препаратов возникает достоверно чаще, чем при приеме плацебо. Имеются отдельные сообщения о парестезиях как побочных эффектах приёма зверобоя.
Ингибирование зверобоем цитохрома P450 приводит к серьёзному лекарственному взаимодействию (в том числе и к острому отторжению трансплантата) после трансплантации внутренних органов.
В целом препараты зверобоя отличаются большей безопасностью и переносимостью по сравнению с традиционными антидепрессантами.

## Особые указания
При беременности гиперицин можно применять только под контролем врача.

## Лекарственное взаимодействие
Одновременно с другими лекарствами гиперицин нужно применять с осторожностью, так как существует риск значительного искажения их действия.
Гиперицин не следует назначать одновременно с селективными ингибиторами обратного захвата серотонина и ингибиторами моноаминоксидазы, комбинированное применение с этими антидепрессантами может привести к тяжёлым побочным реакциям, в частности к развитию серотонинового синдрома. При совместном назначении с варфарином, теофиллином и циклоспорином препараты зверобоя могут индуцировать ферменты, ответственные за метаболизм этих средств, снижая их концентрацию в плазме крови.
Зверобой при одновременном приёме с карбамазепином и фенитоином (противоэпилептические средства) может снижать их концентрацию в плазме крови, что приводит к ненадлежащему лечению эпилепсии.

## Разновидности препаратов зверобоя
Множество различных препаратов зверобоя обычно доступно в аптечной сети без рецепта, и они различаются количеством, концентрацией и соотношением активных и неактивных, полезных и потенциально вредных компонентов.:77 Конкретные лекарственные формы зверобоя могут значительно отличаться от тех, которые изучались в клинических испытаниях. Контроль за продажей препаратов естественного происхождения очень слаб, и препараты из зверобоя меньше подвергаются государственному контролю, чем синтетические препараты.
Качество препаратов зверобоя может существенно различаться, и ряд разновидностей содержит лишь незначительные количества биологически активных компонентов. В случае, если отсутствует значимая информация о компонентах препарата, таких как количество экстракта зверобоя (например, 900 мг), процент жидкости (например, этанол 60%), применения таких препаратов следует избегать.